# Campfire Songs: The Popular, Obscure and Unknown Recordings of 10,000 Maniacs
Campfire Songs: The Popular, Obscure and Unknown Recordings of 10,000 Maniacs è un album discografico di raccolta del gruppo musicale statunitense 10,000 Maniacs, pubblicato nel 2004. Il doppio CD include grandi successi, B-sides e nuovo materiale del periodo in cui militava nella band la cantante Natalie Merchant.

## Tracce
Disco 1 - The Most Popular Recordings
1. Planned Obsolescence (Dennis Drew, Natalie Merchant) - 4:29
2. My Mother the War (John Lombardo, Merchant, Michael Walsh) - 3:32
3. Tension (Lombardo, Merchant) - 3:31
4. Scorpio Rising (Lombardo, Robert Buck, Merchant) - 3:14
5. Like the Weather (Merchant) - 3:58
6. Don't Talk (Drew, Merchant) - 5:06
7. What's the Matter Here? (Buck, Merchant) - 4:52
8. Hey Jack Kerouac (Buck, Merchant) - 3:27
9. Verdi Cries (Merchant) - 4:24
10. Trouble Me (Drew, Merchant) - 3:15
11. Poison in the Well (Drew, Merchant) - 3:09
12. You Happy Puppet (Buck, Merchant) - 3:39
13. Eat for Two (Merchant) - 3:32
14. Stockton Gala Days (Buck, Drew, Steve Gustafson, Jerome Augustyniak, Merchant) - 4:22
15. Candy Everybody Wants (Drew, Merchant) - 3:08
16. These Are Days (Buck, Merchant) - 3:43
17. Because the Night (Bruce Springsteen, Patti Smith) - 3:44

Disco 2 - The Obscure & Unknown Recordings
1. Poppy Selling Man (Merchant) - 3:34
2. Can't Ignore the Train (Demo) (Lombardo, Merchant) - 2:53
3. Peace Train (Cat Stevens) - 3:28
4. Wildwood Flower (A. P. Carter) - 1:53
5. Hello in There (John Prine) - 4:27
6. To Sir, with Love (outtake) (MTV Unplugged) (feat. Michael Stipe) (Donald Black, Mark London) - 4:17
7. Everyday Is Like Sunday (Morrissey, Stephen Street) - 3:15
8. These Days (Jackson Browne) - 3:28
9. I Hope That I Don't Fall in Love with You (Tom Waits) - 3:39
10. Starman - (David Bowie) - 4:14
11. Let the Mystery Be (Live - MTV Rock n' Roll Inaugural Ball) (feat. David Byrne) (Iris DeMent) - 3:10
12. Noah's Dove (Demo) (Merchant) - 4:12
13. Circle Dream (Alternate Lyrics Demo) (Buck, Drew, Gustafson, Augustyniak, Merchant) - 3:25
14. Eden (Alternate Lyrics Demo) (Buck, Drew, Gustafson, Augustyniak, Merchant) - 3:33